# (4196) Shuya
(4196) Shuya (1982 SA13) – planetoida z pasa głównego asteroid okrążająca Słońce w ciągu 7 lat i 268 dni w średniej odległości 3,91 j.a. Została odkryta 16 września 1982 roku.